# Thymus caespititius
Thymus caespititius es una especie de plantas de la familia de las lamiáceas.

## Descripción
Es una planta sufrútice que alcanza un tamaño de hasta de 10 cm, rastrero, cespitoso, con estolones de 40 cm, a veces subterráneos. Tallos leñosos, radicantes, los vegetativos pelosos, con foliosidad densa y hojas subfasciculadas; tallos floríferos gráciles, que nacen aislados en el centro de las rosetas. Hojas 5-10 × 0,7-1,2 mm, linear-espatuladas, planas, glabras, ciliadas en la base o hasta la mitad de su longitud, con glándulas esferoidales dispersas color amarillo claro, a veces amplexicaules, soldadas con la hoja opuesta. Inflorescencia laxa, espiciforme, formada hasta por 5 verticilastros con 2 flores cada uno. Brácteas como las hojas, a veces con haz pelosa. Flores con pedicelo de 1,5-4 mm, peloso, a veces con pelos glandulares pequeños, con 2 bractéolas lineares en su parte media. Cáliz 4-5(6) mm, bilabiado, color verde o púrpura, peloso, a veces glabrescente, con glándulas esferoidales amarillas; tubo de 3 mm; labio superior con un diente central mayor, normalmente con dos dientes laterales más pequeños, no ciliados o con cilios rudimentarios; dientes inferiores 1,5-3 mm. Corola de 5 mm, en general color púrpura intenso, rara vez blanquecino, claramente bilabiada, puberulenta, con glándulas esferoidales; labio inferior con el lóbulo central mayor que los laterales. Anteras color púrpura. Núculas de 0,6 × 0,8 mm, ovoides.

## Distribución y hábitat
Se encuentra en brezales, claros de robledal o pinar, en zonas de influencia atlántica, en substratos silíceos; a una altitud de 10- 1200 metros en la Península ibérica, Madeira y Azores. NW y W de la Península ibérica, llegando por el Sur hasta Salamanca, Cáceres y Baixo Alentejo.

## Taxonomía
Thymus caespititius fue descrita por Félix de Avelar Brotero y publicado en Flora Lusitanica 1: 176. 1804.
Citología
Número de cromosomas de Thymus caespititius (Fam. Labiatae) y táxones infraespecíficos: 2n=30
Etimología
Ver: Thymus
caespititiu: epíteto latíno que significa "que crece como césped".
Sinonimia
- Origanum caespititium (Brot.) Kuntze
- Thymus caespititius var. albicans J.Blanco & F.M.Vázquez
- Thymus micans Sol. ex Lowe[5]

## Nombres comunes
- Castellano: tomillo, tomillo ratero.[6]